# Colin Heiderscheid
Colin Heiderscheid (født 28. januar 1998 i Redange) er en cykelrytter fra Luxembourg, der senest kørte for Leopard TOGT Pro Cycling.